# Aeronca 11 Chief
El Aeronca Chief es un avión ligero biplaza y monomotor, con tren de aterrizaje convencional fijo, que entró en producción en los Estados Unidos en 1945.

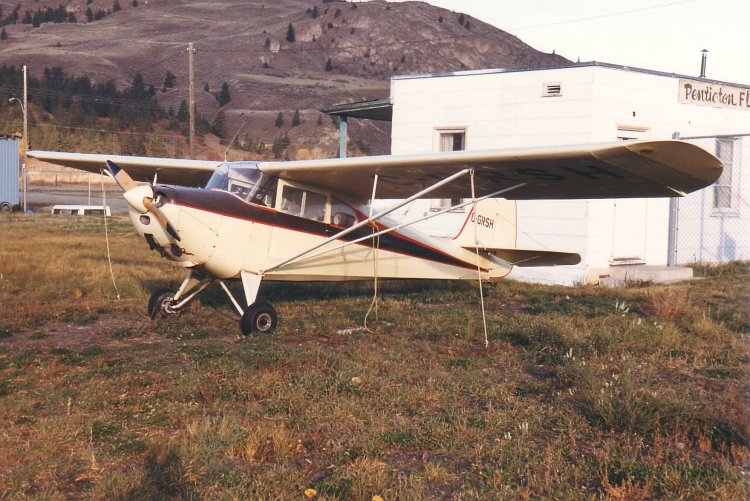
Aeronca 11AC Chief, 1986.

Diseñado como entrenador y para uso personal, el Chief fue producido entre 1946 y 1950. Fue conocido como un suave aparato básico con buenas maneras, con la intención de ser un paso adelante respecto del 7AC Champion, que fue diseñado para el entrenamiento de vuelo.
Como muchos aviones clásicos, tiene una significativa guiñada adversa, potente timón y sensibles controles del elevador. Posee una cabina bien equipada, con paredes laterales agrupadas de color gris pardo y un panel de instrumentos veteado de madera de cebra. Nunca hubo manual de vuelo para las series de aviones del 11AC o del 7AC, ya que se consideró suficiente que un simple sistema de carteles mantuviera al piloto libre de problemas.

## Desarrollo
El Model 11 Chief fue diseñado y construido por la Aeronca Aircraft Corporation. Aunque compartía el nombre "Chief" con los modelos de preguerra, el diseño no era un derivado. De hecho, el 11AC Chief de posguerra fue diseñado conjuntamente con el 7AC Champion ("Champ"); el Chief con asientos lado a lado y controles de volante, y el Champ con asientos en tándem y controles de palanca. La intención era simplificar los costes de producción y control, construyendo un par de aviones con un número significativo de partes comunes, de hecho, los dos diseños comparten entre un 70 y un 80% de piezas. Las superficies de cola, alas, alerones, tren de aterrizaje, y cortafuegos frontal del motor, la mayoría de los accesorios y la capota del motor, son comunes para los dos aviones. El Chief y el más grande Aeronca Sedan también comparten partes específicas, las ruedas de control, algunas partes del sistema de control, sistemas de control y pedales del timón, así como piezas pasadas de avión a avión para reducir costes. Los costes de producción y los pesos del avión fueron controlados estrechamente y Aeronca estuvo entre los primeros en usar una línea de ensamblaje con transportador móvil, tardando cada etapa unos 30 minutos en ser completada.
El 11AC Chief entró en producción con Aeronca a principios de 1946, introduciéndose versiones mejoradas como el 11BC (también llamado "Chief") y el 11CC "Super Chief", en junio de 1947 y 1948, respectivamente. Aeronca tenía su sede, en esa época, en Middletown, Ohio, pero las fábricas de producción estaban siendo sobre utilizadas con la línea del 7AC Champion. Por ello, los aviones del Model 11 fueron ensamblados en el Dayton Municipal Airport, en Vandalia, Ohio. Aunque la localización de Vandalia se usó primeramente solo para ensamblar partes fabricadas en Middletown, las actividades fueron más tarde ampliadas para incluir algo de trabajo de fabricación. Solo más tarde, el final de la producción hizo que la línea del Chief regresara a Middletown.

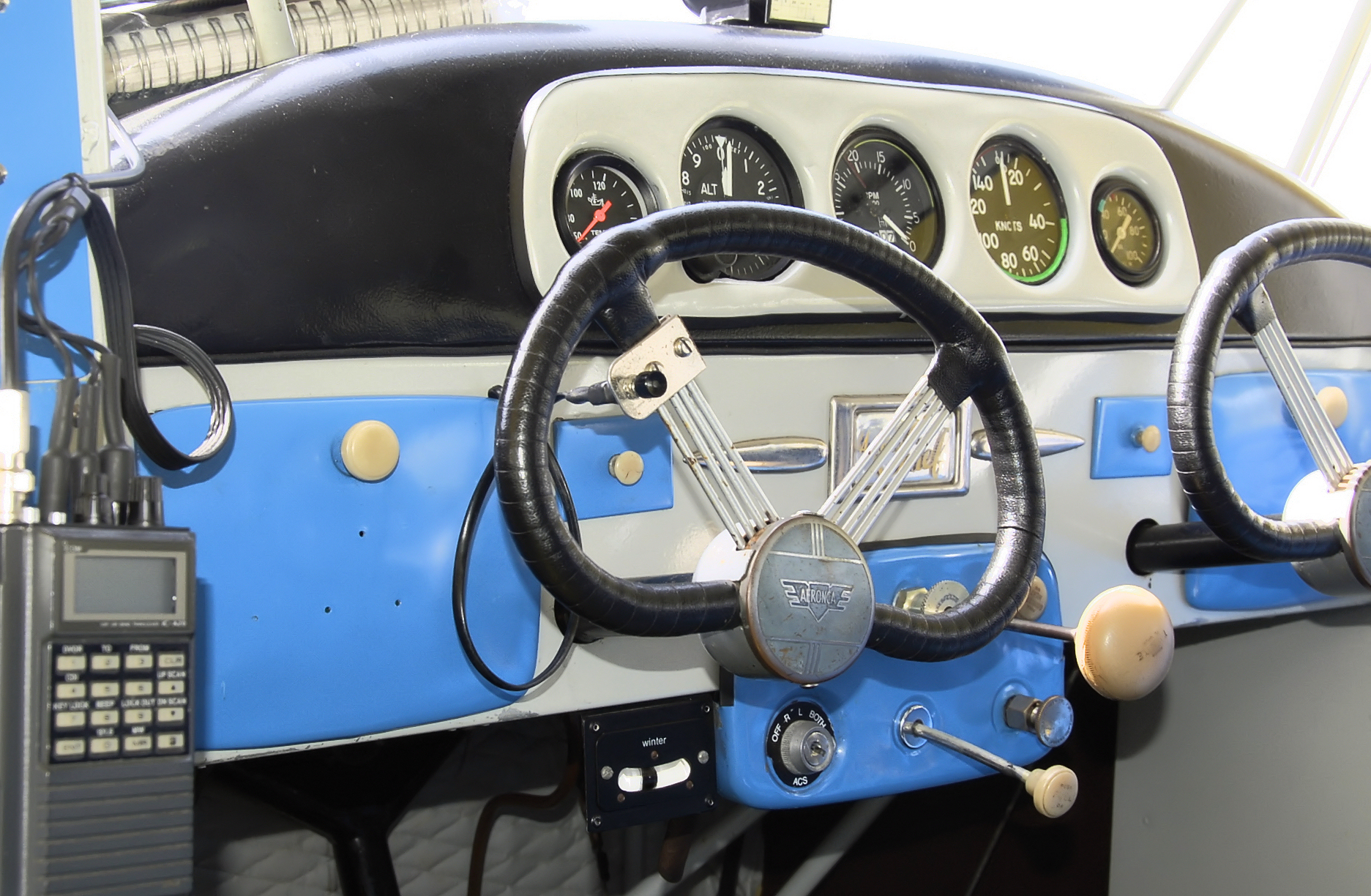
Cabina de un modelo Aeronca 11AC Chief de 1946.

Aeronca cesó toda producción de aviones ligeros en 1951. La producción del Chief, del que se había vendido casi cuatro veces más que su hermano el Champ, ya había terminado en 1950, con solo unos pocos aviones producidos en 1948-49. Esto marcó la última vez que el diseño del Chief fue construido en los Estados Unidos.
El diseño fue vendido a mitad de los años 50 a E. J. Trytek, que lo mantuvo hasta finales de los años 60 o principios de los 70. El HUL-26 Pushpak, construido por Hindustan Aeronautics entre 1958 y 1968, era muy similar al Super Chief. Algunas fuentes dicen que el Pushpak fue producido bajo licencia de Trytek, mientras que otras sugieren que el diseño del mismo resultó de ingeniería inversa. El Pushpak puede ser identificado por la más pequeña superficie del timón, que es cuadrada por la parte superior, a mitad del empenaje, y por la mayor cola vertical encontrada en el 11CC.
La propiedad del diseño del Chief pasó a la Bellanca Aircraft Corporation a principios de los años 70, casi al mismo tiempo en que adquirían la serie 7 Champion/Citabria y sus diseños derivados. En 1973, Bellanca consideró el producir una versión modernizada del Chief para entrenamiento de vuelo, pero el avión nunca entró en producción. El diseño del Model 11 es actualmente propiedad de American Champion Aircraft Corporation, que lo adquirió en algún momento antes de 1991. La propiedad del diseño entre la liquidación de Bellanca en 1982 y la adquisición de American Champion no está clara.

## Diseño
Como los Taylorcraft B, Piper Vagabond, Cessna 120/140, y Luscombe 8 contra los que competía, el Chief presentaba asientos lado a lado. Como muchos aviones ligeros de la época, incluyendo al Taylorcraft B y al Piper Vagabond, el fuselaje y las superficies de cola del Chief están construidas de tubería metálica soldada. La forma exterior del mismo se crea con una combinación de cuadernas y larguerillos de madera, recubiertos con tela. La sección transversal de la estructura metálica del  fuselaje es triangular, un diseño que puede seguirse hacia atrás hasta el primer diseño del Aeronca C-2 de finales de los años 20.
Las alas arriostradas por montantes del Chief están, como el fuselaje y las superficies de cola, recubiertas de tela, utilizando costillas de aluminio y largueros de madera. El tren de aterrizaje del avión es de disposición convencional, con las patas principales de tubo de acero con amortiguadores de aceite para la absorción de impactos, y rueda de cola orientable.
Todos los modelos (11AC, 11BC y 11CC) fueron aprobados como hidroaviones, con la adición de flotadores y aletas estabilizadoras verticales. Las versiones hidroavión fueron designadas S11AC, S11BC y S11CC, respectivamente.

## Variantes

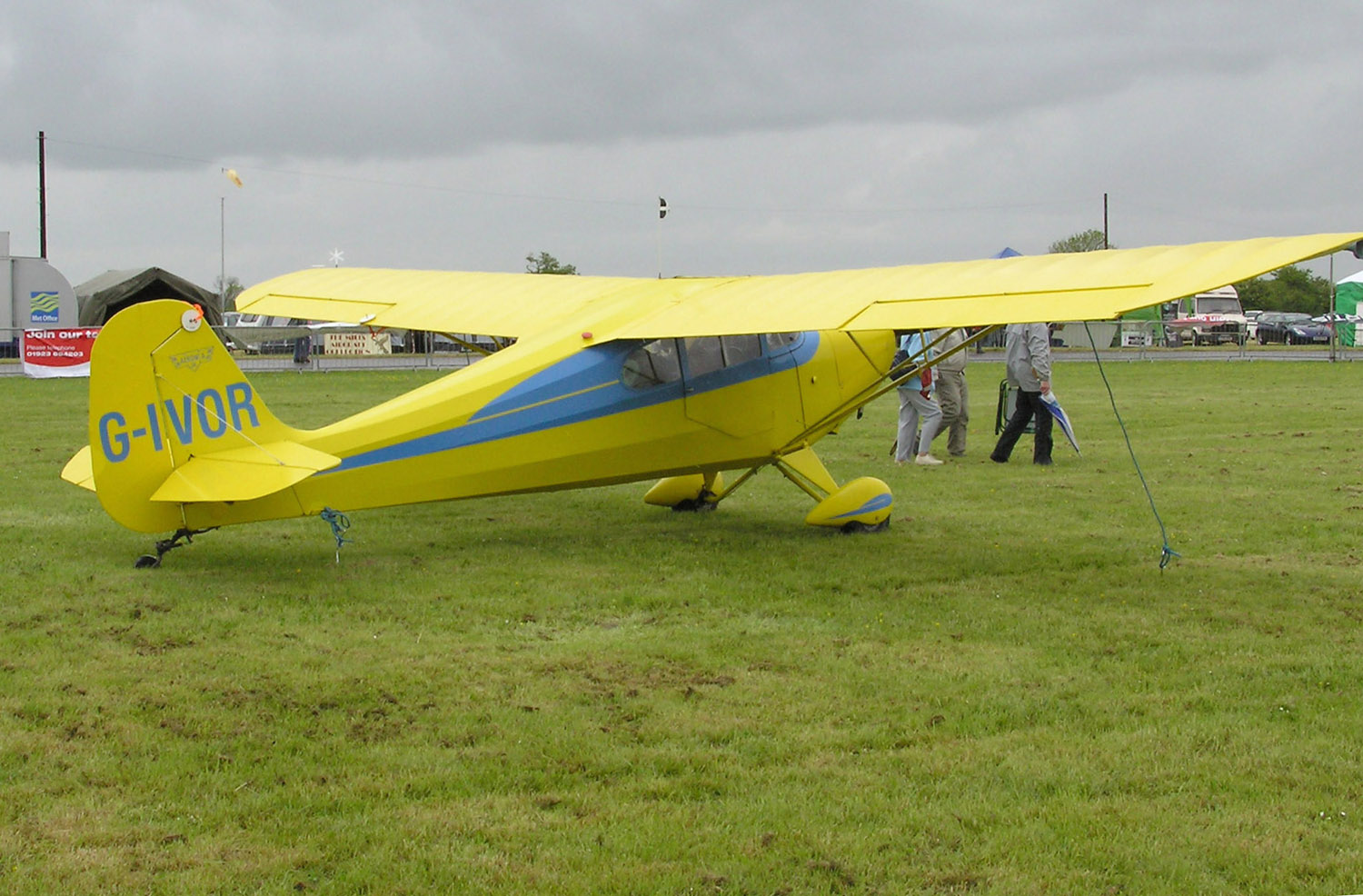
Aeronca 11AC Chief de 1946.

11AC
Introducido en 1946, el 11AC fue la primera versión del diseño y utilizaba el motor Continental A-65-8 de 65 hp, presentando también un arrancador mecánico McDowell. Este arrancador fue tomado de la industria automovilística y constaba de un dispositivo de leva cargado por resorte que giraría la hélice gracias a un movimiento de compresión generado al tirar de una palanca montada en el suelo de la cabina. El S11AC era un hidroavión de flotadores (también denominado 11ACS). Aeronca también construyó una versión básica de 11AC, llamada "Scout", un avión entrenador. Se le concedió en 1945 el certificado de tipo ATC-761, 1.862 construidos.
11BC
El model 11BC, introducido en 1947, mejoraba el motor a un Continental C-85-8F de 85 hp, el diseño era prácticamente similar al 11AC, salvo por la adición de una aleta dorsal alargada delante del estabilizador vertical con el propósito de incrementar la estabilidad direccional. Algunos, pero no todos, de los 11BC tenían frenos de pedal. La versión de hidroavión se denominó 11BCS o S11BC. Se le concedió en 1945 el certificado de tipo ATC-761, 180 construidos.
11CC
El 11CC "Super Chief" de 1948 llevaba un interior modernizado, frenos de pedal en el lado del piloto en todos los aviones y elevadores compensados. La versión de hidroavión se denominó 11CCS o S11CC. Se le concedió en 1948 el certificado de tipo ATC-796, 276 construidos.
Bellanca Trainer
En 1973, Bellanca construyó y voló un prototipo de entrenador basado en el Model 11. El Bellanca Trainer presentaba una disposición de tren de aterrizaje triciclo y parecía compartir muchas piezas con el 7ECA Citabria (un derivado del diseño Champ). La capota del motor, las alas y montantes, el tren principal y las superficies horizontales de la cola del Bellanca Trainer parecían haber salido del Citabria. El estabilizador vertical y el timón parecían similares, aunque eran más cortos en el prototipo. Fueron alargados a tamaño completo tras las pruebas de vuelo. El diseño nunca entró en producción tras mostrarse a los distribuidores en 1973.

## Especificaciones (Modelo 11AC)

### Características generales
- Tripulación: 1 piloto
- Capacidad: 1 pasajero
- Longitud: 6,4 m (21 ft)
- Envergadura: 11 m (36,1 ft)
- Altura: 2,1 m (6,9 ft)
- Superficie alar: 16,3 m² (175,5 ft²)
- Perfil alar: NACA 4412
- Peso vacío: 328,9 kg (724,9 lb)
- Peso útil: 238,1 kg (524,8 lb)
- Peso máximo al despegue: 567 kg (1249,7 lb)
- Planta motriz: 1× motor bóxer Continental A65-8.
  - Potencia: 65 kW (90 HP; 88 CV)
- Hélices: 1× bipala de paso fijo por motor.

### Rendimiento
- Velocidad máxima operativa (Vno): 169 km/h (105 MPH; 91 kt)
- Velocidad crucero (Vc): 152,9 km/h (95 MPH; 83 kt)
- Velocidad de entrada en pérdida (Vs): 64,4 km/h (40 MPH; 35 kt)
- Alcance: 531 km (287 nmi; 330 mi) con depósito auxiliar.
- Techo de vuelo: 3292 m (10 800 ft)
- Régimen de ascenso: 2,5 m/s (500 ft/min)
- Carga alar: 34,8 kg/m² (7,1 lb/ft²)
- Potencia/peso: 11.7 kW/kg (19.2 hp/lb)

### Desarrollos relacionados
- Aeronca 15 Sedan
- Aeronca 7 Champion

### Aeronaves similares
- Cessna 120/140
- Fisher Dakota Hawk
- Luscombe 8
- Piper Vagabond
- Taylorcraft B